# 加賀美幸子
加賀美 幸子（かがみ さちこ、旧姓・山田。1940年6月24日 - ）は、日本のフリーアナウンサー、千葉市女性センター名誉館長、松下幸之助記念志財団評議員。
元NHKエグゼクティブアナウンサー（理事待遇）でNHKを代表するアナウンサーの一人であった。

## 来歴・人物
東京都立駒場高等学校、立教大学文学部英米文学科卒業後、1963年NHK入局。以来定年まで一貫して東京アナウンス室勤務だった。同期には名取将、広瀬久美子、松田輝雄、村田幸子、森本毅郎、山田康夫、吉川精一などがいた。
NHKアナウンサーの中でも放送原稿の朗読の上手さは屈指の実力者で、一時期は朗読の加賀美幸子と高く評価されていた。
1979年 - 1982年まで放送された総合テレビの音楽番組『ばらえてい テレビファソラシド』の出演時のタモリとのかけあいで一躍その名は全国区となる。またラジオ第1で2010年9月20日に放送された『ラジオでブラタモリ』では、元々テレビ用に制作されたものに一部、未公開トークを加えたため、通常の戸田恵子によるナレーションのほか、加賀美による補足や状況説明といった補足ナレーションが加わった。
1987年には、ドキュメンタリー映画『柳川堀割物語』（高畑勲監督・制作二馬力）のナレーションを同僚の国井雅比古と共に務めた。
その落ち着いた雰囲気から、同僚・後輩アナウンサーからは「お母さん」と呼ばれ、親しまれた。
久保純子のNHK入局試験の際の面接官であり、他の面接官が難色を示す中、加賀美が「全身が言葉という雰囲気が体から溢れてる」と推薦し、久保の入局が決まった。久保は「加賀美さんがいなかったら、今の久保純子はなかった」と感謝しており、久保の結婚の際には仲人を加賀美に務めてもらうほど、親交は深い。
チーフアナウンサーから1990年局次長級エグゼクティブアナウンサー、1994年局長級エグゼクティブアナウンサーとなる。
1997年には、「NHK女性アナウンサー初の理事待遇のエグゼクティブアナウンサー」となる。2000年6月に定年退職。
退職後は千葉市女性センター館長に就任。2004年からは同センター名誉館長。フリーの立場で、古巣であるNHKを中心に活動しているほか、講演活動なども精力的に行っている。2005年から2008年までは内閣府の外郭団体である社団法人時事画報社（後に解散）の会長を務めた。

## 現在の出演番組
- 列島縦断短歌・俳句スペシャル（年2回春と秋開催。NHK BS2）
- 祝女〜shukujo〜シーズン3「祝女の悩み」（2011年10月～、NHK総合テレビジョン。視聴者の悩みに答える回答者として）

ナレーション
- 絶景 日本の名峰（毎週日曜日4:55～NHK総合、毎週火曜日10:50～NHK BS2）
- 古典講読（NHKラジオ第2放送）
- ひょうたんからコトバ（声の出演）
- 耳をすませば（毎年12月29日～12月31日、NHK総合）
- Magical Japanese[7]（NHK国際放送、日本語ナレーション）

## 過去の出演番組
- NHKニュース (午後7時) キャスター（1980年4月～1985年3月）
- ニュースウィークリー
- 夢のハーモニー
- 昭和歌謡大全集
- ラジオ深夜便 アンカー（第2・4週土曜日担当。NHKラジオ）
2007年3月24日が最後。「列島縦断短歌・俳句スペシャル」と出演日が重なった場合は、深夜便の担当を休み、第1・3・5週の土曜日担当のアンカーが代役を務めた。
- 阿修羅のごとく（1979年）- オープニングナレーション
- ばらえてい テレビファソラシド
- 大河ドラマナレーション
  - 峠の群像（1982年）
  - 風林火山（2007年）
- くらしの1分メモ（1986年4月21日～1992年3月）[8][9]
- 古文朗読
  - まんがで読む古典（1988年～1992年）など
- ふれあいラジオパーティ「わたしの歌日記」（1991年4月～1992年3月）
- 野鳥百景（1996年）- ナレーション
- NHKアーカイブス（テレビ番組）初代ナビゲーター
2000年4月から2008年3月まで出演、放送日時移動を機に降板。
- 着信御礼!ケータイ大喜利（初期の不定期放送のころに出演していた）
- 10min.ボックス「国語」朗読（毎週火曜日NHK教育）
- NHK福岡・北九州合同アナログテレビ放送終了啓発CM「地デジ侍 テレビ維新の巻」
- 笑う三人姉妹（2005年）- NHK夜の連続ドラマ枠内
- NHK地球エコ2008「MOTTAINAI」
- 世直しバラエティー カンゴロンゴ「カン・ゴローの四字熟語な生活」- ナレーション
- 特別番組「名優・緒形拳さん逝く」進行（2008年10月11日未明、NHK総合）
- 魔法の辞書（2008年12月30日13:00-14:00、フジテレビ）- ナレーション
- ママさんバレーでつかまえて第8回（最終回）（2009年12月28日 21:15～21:55、NHK総合）- オープニングナレーション（生放送）
- 食べてニッコリ ふるさと給食（2010年8月～2012年3月、NHK BS2→NHKBSプレミアム）- ナレーション
- 映画 いわさきちひろ 〜27歳の旅立ち〜（2012年7月14日公開）ナレーション
- ハートネットTV シリーズ 多様な“性”と生きている (4) マツコ・デラックス（2013年6月17日、NHK教育）- 聞き手
- テレビでスペイン語(2014年度ナレーション、Eテレ)
- スペシャルドラマ LEADERS リーダーズ（2014年3月22日、23日、TBS）- ナレーション
- 大型ドラマスペシャル LEADERSⅡ リーダーズⅡ（2017年3月26日、TBS）- ナレーション
- 山崎豊子ドラマスペシャル 女の勲章（2017年4月15日・16日、フジテレビ）- ナレーション
- NHKスペシャル 「ドラマ 龍馬 最後の30日」（2017年11月19日、NHK総合）- ナレーション
- あなたの日本語大丈夫?笑われるニホン語（2019年9月18日、テレビ東京） - 日本語識者
- NHK ニュース シブ5時内 悩み相談渋護寺 NHK総合 - ナレーション

## 著作
- 『じょうずに話せる女性の結婚スピーチ集』新星出版社 1978
- 『やわらか色の烈風』筑摩書房、1986年1月30日。NDLJP:12275672。のち文庫
- 『心にちょっと深呼吸 生きて、何をよりどころにするか』青春出版社 1993、『ことばの心に耳をすませば』青春文庫
- 『こころを動かす言葉』海竜社 2000、のち幻冬舎文庫
- 『生き方の鍵を見つける』東京書籍 2003、『ことばの心・言葉の力』小学館文庫

### 編
- 『ことばを磨く18の対話』編、日本放送出版協会 2002
- 『読み聞かせる戦争』選 ;日本ペンクラブ編、光文社 2002